# Nógrád vármegyei 1. sz. országgyűlési egyéni választókerület
A Nógrád vármegyei 1. sz. országgyűlési egyéni választókerület egyike annak a 106 választókerületnek, amelyre a 2011. évi CCIII. törvény Magyarország területét felosztja, és amelyben a választópolgárok egy-egy országgyűlési képviselőt választhatnak. A választókerület nevének szabványos rövidítése: Nógrád 01. OEVK. Székhelye: Salgótarján.

## Területe
A választókerület az alábbi településeket foglalja magába:
1. Alsótold
2. Bárna
3. Bátonyterenye
4. Bokor
5. Buják
6. Cered
7. Csécse
8. Cserhátszentiván
9. Dorogháza
10. Ecseg
11. Egyházasdengeleg
12. Felsőtold
13. Garáb
14. Héhalom
15. Hollókő
16. Jobbágyi
17. Kazár
18. Kisbágyon
19. Kisbárkány
20. Kishartyán
21. Kozárd
22. Kutasó
23. Lucfalva
24. Márkháza
25. Mátramindszent
26. Mátranovák
27. Mátraszele
28. Mátraszőlős
29. Mátraterenye
30. Mátraverebély
31. Nagybárkány
32. Nagykeresztúr
33. Nemti
34. Palotás
35. Pásztó
36. Rákóczibánya
37. Salgótarján
38. Sámsonháza
39. Somoskőújfalu
40. Sóshartyán
41. Szarvasgede
42. Szilaspogony
43. Szuha
44. Szurdokpüspöki
45. Tar
46. Vizslás
47. Zabar

## Országgyűlési képviselője
| Név          | Párt | Párt        | Terminus    | Megjegyzés                                   |
| ------------ | ---- | ----------- | ----------- | -------------------------------------------- |
| Becsó Zsolt  |      | Fidesz-KDNP | 2014 – 2018 | A 2014-es országgyűlési választás eredménye: |
| Becsó Károly |      | Fidesz-KDNP | 2018 – 2022 | A 2018-as országgyűlési választás eredménye: |
| Becsó Zsolt  |      | Fidesz-KDNP | 2022 –      | A 2022-es országgyűlési választás eredménye: |

## Demográfiai profilja
| Iskolai végzettség                | Iskolai végzettség               | Iskolai végzettség | Iskolai végzettség | Iskolai végzettség |
| --------------------------------- | -------------------------------- | ------------------ | ------------------ | ------------------ |
|                                   |                                  |                    |                    | fő                 |
| Általános iskolát nem végezte el  | Általános iskolát nem végezte el |                    | 2218               | 2218               |
| Általános iskola                  | Általános iskola                 |                    | 17895              | 17895              |
| Szakmunkás                        | Szakmunkás                       |                    | 18922              | 18922              |
| Érettségi                         | Érettségi                        |                    | 22162              | 22162              |
| Diploma                           | Diploma                          |                    | 10210              | 10210              |
| A 2022. évi népszámlálás szerint. |                                  |                    |                    |                    |

A Nógrád vármegyei 1. sz. választókerület lakónépessége 2022. október 1-jén 87 037 fő volt. A 2011-es és a 2022-es népszámlálás között 12 768 fővel csökkent a választókerület lakosság száma. A választókerületben a korösszetétel alapján a legtöbben a középkorúak élnek 31 294 fővel, míg a legkevesebben a gyermekek 14 178 fővel. A választókerület lakosságának a 80,4%-nál van internet elérési lehetőség.
A legmagasabb befejezett iskolai végzettség szerint az érettségi végzettséggel rendelkezők élnek a legtöbben 22 162 fő, utánuk a következő nagy csoport a szakmunkások 18 922 fővel.
Gazdasági aktivitás szerint a lakosság közel fele foglalkoztatott 38 645 fő, második legjelentősebb csoport az inaktív keresők, akik főleg nyugdíjasok 24 810 fővel.
A választókerület legjelentősebb nemzetiségi csoportja a cigány 3329 fő, illetve a szlovák 429 fő. Magyar állampolgársággal nem rendelkező külföldi állampolgárok aránya 0,6%.
Vallási összetétel szerint a választókerületben lakók legnagyobb vallása a római katolikus (27 981 fő), valamint jelentős közösség még az evangélikus (1359 fő). A vallási közösséghez nem tartozók száma szintén jelentős (11 182 fő), a választókerületben a második legnagyobb csoport a római katolikus vallás után.

## Országgyűlési választások
| Párt                             |           | Jelölt             | Szavazatok | %     | ± %   |
| -------------------------------- | --------- | ------------------ | ---------- | ----- | ----- |
| Fidesz-KDNP                      |           | Becsó Zsolt        | 26 023     | 53.85 | 6.51  |
| Egységben Magyarországért        |           | Godó Beatrix       | 17 467     | 36.15 | 11.92 |
| Mi Hazánk                        |           | Musztács László    | 2960       | 6.13  | Új    |
| MKKP                             |           | Pauló Mihály Tamás | 879        | 1.82  | Új    |
| MEMO                             |           | Kecskés Péter      | 403        | 0.83  | Új    |
| Normális Párt                    |           | Pintér Zsolt       | 350        | 0.72  | Új    |
| Munkáspárt-ISZOMM                |           | Krizs Norbert      | 241        | 0.50  | 0.31  |
| Megjelent                        | Megjelent | Megjelent          | 49 173     | 65.34 | 1.25  |
| A Fidesz-KDNP tartja a körzetet. |           |                    |            |       |       |

| Párt                             |           | Jelölt             | Szavazatok | %     | ± %   |
| -------------------------------- | --------- | ------------------ | ---------- | ----- | ----- |
| Fidesz-KDNP                      |           | Becsó Károly       | 24 611     | 47.34 | 9.7   |
| Jobbik                           |           | Cseresznyés István | 11 553     | 22.22 | 1.29  |
| LMP                              |           | Dömsödi Gábor      | 8478       | 16.31 | 13.68 |
| DK                               |           | Kovács Zsolt       | 4636       | 8.92  | 17.95 |
| MKKP                             |           | Betes Mona         | 445        | 0.86  | Új    |
| Munkáspárt                       |           | Nagy Attila Tibor  | 421        | 0.81  | 0.8   |
| Momentum                         |           | Tóth Csaba         | 320        | 0.62  | Új    |
| Együtt                           |           | Nógrádi Nóra       | 221        | 0.43  | 26.44 |
| Egyéb pártok                     |           |                    | 1303       | 0.96  | 6.49  |
| Megjelent                        | Megjelent | Megjelent          | 52 714     | 66.59 | 6.21  |
| A Fidesz-KDNP tartja a körzetet. |           |                    |            |       |       |

| Párt                                |           | Jelölt            | Szavazatok | %     | ± % |
| ----------------------------------- | --------- | ----------------- | ---------- | ----- | --- |
| Fidesz-KDNP                         |           | Becsó Zsolt       | 18 410     | 37.64 |     |
| Összefogás                          |           | Moldovai László   | 13 140     | 26.87 |     |
| Jobbik                              |           | Kutas József      | 11 499     | 23.51 |     |
| LMP                                 |           | Komlósi Csaba     | 1286       | 2.63  |     |
| Munkáspárt                          |           | Nagy Attila Tibor | 785        | 1.61  |     |
| Szociáldemokraták                   |           | Sturmann Béla     | 137        | 0.28  |     |
| Egyéb pártok                        |           |                   | 3649       | 7.45  |     |
| Megjelent                           | Megjelent | Megjelent         | 49 847     | 60.38 |     |
| A Fidesz-KDNP nyeri meg a körzetet. |           |                   |            |       |     |

## Ellenzéki előválasztás – 2021
| Frakció                            |                 | Jelölő szervezetek                      | Jelölt          | Szavazatok | %     |
| ---------------------------------- | --------------- | --------------------------------------- | --------------- | ---------- | ----- |
| DK                                 |                 | DK, Jobbik                              | Godó Beatrix    | 2777       | 57.47 |
| Momentum                           |                 | Momentum, MSZP, Párbeszéd, LMP, ÚK, MMM | Horváth Ferenc  | 1280       | 26.49 |
| ÚVNP/Jobbik                        |                 | ÚVNP                                    | Dömsödi Gábor   | 775        | 16.04 |
| Összes szavazat                    | Összes szavazat | Összes szavazat                         | Összes szavazat | 4832       |       |
| Godó Beatrix nyeri meg a körzetet. |                 |                                         |                 |            |       |